# 阿梅迪奥·茨沃尼米尔 (奥斯塔公爵)
阿梅迪奥·翁贝托·康斯坦提诺·吉奥尔基奥·保罗·埃莱娜·玛利亚·费奥伦佐·茨沃尼米尔（義大利語：Amedeo Umberto Constantino Giorgio Paolo Elena Maria Fiorenzo Zvonimir，1943年9月27日—2021年6月1日），托米斯拉夫二世的继承人，奥斯塔公爵和克罗地亚王位觊觎者，自称茨沃尼米尔二世。